# Tomești (okręg Alba)
Tomești – wieś w Rumunii, w okręgu Alba, w gminie Mogoș. W 2011 roku liczyła 11 mieszkańców.